# 2009年鹤岗新兴煤矿爆炸事故
鹤岗新兴煤矿爆炸事故是2009年11月21日发生于中国黑龙江省鹤岗市新兴煤矿的一起瓦斯爆炸事故。新兴煤矿是黑龙江省龙煤控股集团鹤岗分公司的下属煤矿，属高瓦斯矿，年生产能力为145万吨。11月21日2时30分（UTC+8），新兴煤矿井下发生瓦斯爆炸事故，当时共有528名矿工在井下作业，其中389人成功升井，139人被困。事故发生后，该起事故的抢险救援指挥部随即成立，共往井下派出60名救援人员前往营救遇险矿工
截止至2009年11月23日7時，遇难人数已增加至104人，被困的4名矿工位置已经被确定。经初步分析，该事故主要是由于113队施工作业面距离地面约500米深的探煤道发生煤与瓦斯突出，引起瓦斯爆炸，波及井下作业采掘工作面28个，当时井下共有作业人员528名。经全力救援，有420人升井。另外，有关方面已经组成108个工作组，分赴在新兴煤矿瓦斯爆炸事故中遇难和下落不明的108个矿工家中，对遇难和下落不明的矿工家属进行慰问安抚。
2009年11月28日，所有失踪人员的尸体被发现，鹤岗新兴煤矿旷难共造成108人死亡。而该矿在当年第三季度，黑龙江煤矿安全监察局已发现各类安全隐患，责令停产矿井，而该矿未能执行命令，导致惨剧发生。